# Mike Jesse
Mike Jesse (* 1. Mai 1973 in Königs Wusterhausen) ist ein ehemaliger deutscher Fußballspieler im rechten Mittelfeld. Er spielte für den FC Energie Cottbus in der 2. Fußball-Bundesliga.

## Karriere
Jesse spielte in seiner Jugend für die Betriebssportgemeinschaften Chemie Schmöckwitz, Motor Wildau, Lok Schöneweide, Rotation Berlin sowie Ende der 1990er-Jahre beim BFC Dynamo. 1990 wurde er vom FC Berlin verpflichtet und spielte in der Saison 1990/91 fünf Spiele in der höchsten Liga des DDR-Fußballs. Am Ende der Saison stand der FC Berlin auf dem 11. Platz, welcher zur Teilnahme an der Qualifikationsrunde für die 2. Bundesliga 1991/92 berechtigte. Jedoch gelang die Qualifikation nicht, sodass Jesse mit dem FC Berlin in der Fußball-Oberliga Nordost antreten musste. Aufgrund des ersten Platzes am Saisonende spielte der Verein wieder um den Aufstieg in die 2. Bundesliga. Bei den Relegationsspielen kam Jesse fünfmal zum Einsatz und erzielte ein Tor. Dennoch gelang auch dieses Mal der Aufstieg nicht.
1994 verpflichtete der BSV Brandenburg Jesse. Dort erzielte er in der Regionalligasaison 1994/95 sechs Tore in 33 Spielen, konnte den Abstieg aber nicht verhindern. Zur folgenden Saison wurde er vom FC Energie Cottbus verpflichtet. Mit Cottbus kam er im DFB-Pokal 1996/97 bis ins Finale. Bei dem Finalspiel kam er jedoch nicht zum Einsatz. In der Saison 1996/97 stieg er mit dem FC Energie in die 2. Fußball-Bundesliga auf. Dort kam Jesse in den folgenden drei Saisons zu 74 Einsätzen, blieb aber ohne Torerfolg.
2000 wechselte Jesse zu Tennis Borussia Berlin und kam dort zu 22 Einsätzen in der Regionalliga und erzielte dabei vier Tore. Nach dem Abstieg der Veilchen aus der Regionalliga wechselte Jesse 2001 zum BFC Dynamo. Da dieser jedoch in der Saison 2001/2002 aufgrund eines Insolvenzantrages zwangsweise aus der Fußball-Oberliga Nordost absteigen musste, wechselte er im Sommer 2002 zum Brandenburg-Ligisten Ludwigsfelder FC. Nach der Brandenburg-Meisterschaft 2004 absolvierte er in der Saison 2004/05 sogar noch 14 Oberliga-Spiele für die Ludwigsfelder. 2005 wechselte er schließlich zum RSV Waltersdorf 09, wo er bis zu seinem Karriereende 2010 blieb.